# النهر الحزين (مسلسل)
مسلسل النهر الحزين مسلسل أردني يتم تصوير في الأردن من تأليف الكاتب رياض سيف، وإنتاج المؤسسة العربية للإعلام، المنتج ألبير حداد، وإخراج رضوان شاهين.
ويتناول «النهر الحزين»، عبر حلقاته المختلفة، حقبة من تاريخ القضية الأساسية فلسطين في الفترة (1946-1956).
وتم تصوير بعض حلقاته في عمان في سد الملك طلال.

## الممثلون
بعض أسماء الممثلين المشاركين في المسلسل:
- ياسر المصري
- رشيد ملحس
- عاكف نجم
- شاكر جابر
- حسن الشاعر
- علي عليان
- إياد شطناوي